# Niphargus montellianus
Niphargus montellianus is een vlokreeftensoort uit de familie van de Niphargidae. De wetenschappelijke naam van de soort is voor het eerst geldig gepubliceerd in 1998 door Stoch.